# Unto Pusa
Unto Pusa, född 18 januari 1913 i Viborg, död 8 november 1973 i Vasa, var en finländsk målare, medlem av Prisma-gruppen.
Pusa studerade 1930–1935 vid Finska Konstföreningens ritskola och 1948–1950 i Paris, där han mottog avgörande intryck för sin konst och konstuppfattning av Fernand Léger.
Pusa var en utpräglad teoretiker, för vilken färgen inte spelade samma roll som komposition och linjepregnans. Han blev mest känd för olika monumentalarbeten, väggmålningar, glasmålningar m.m. Han verkade som lärare vid Tekniska högskolans arkitektavdelning 1946–1970 och med vissa avbrott vid Fria konstskolan under samma tid. Han utgav några läroböcker om måleriteknik, och hans artiklar om konst utkom i en samlingsvolym 1982. Han erhöll Pro Finlandia-medaljen 1963 och förlänades professors titel 1969.

### Uppslagsverk
- Pusa, Unto i Uppslagsverket Finland (webbupplaga, 2012). CC-BY-SA 4.0